# Chinezen in het Verenigd Koninkrijk
Volgens de Britse staatsstatistieken wonen er in 2008 een half miljoen Chinezen in het Verenigd Koninkrijk. Het Verenigd Koninkrijk was waarschijnlijk het eerste West-Europese land met Chinese immigranten.

## Geschiedenis
Aan het begin van de negentiende eeuw kwamen de eerste Chinezen immigranten in Groot-Brittannië aan. Zij kwamen hoofdzakelijk uit de Chinese kuststeden Tianjin en Shanghai.
Maar de eerste Chinees die Verenigd Koninkrijk bezocht was Shen Fu-Tsung. Deze Nankingse jezuïet kwam in de zeventiende eeuw om te studeren.
Liverpool en Oost-Londen waren de eerste gebieden waar veel Chinezen samen gingen wonen. In de Limehouse (wijk) ontstond de eerste Chinese wijk van Europa.
De officiële telling van 1951 gaf aan dat de Chinese gemeenschap in Groot-Brittannië sterk gegroeid was. Toentertijd bestond die uit 12.523 mensen, vanwie er 4000 uit Maleisië kwamen en 3459 alleenstaande mannen uit Hongkong. Het aantal groeide onder andere door vasteland-Chinese vluchtelingen uit Hongkong. Er waren in die tijd bijna honderd Chinese restaurants. Een ex-zeeman vond het een goede investering en verdiende wel 2,5 miljoen Hongkongse dollar.
De grootste stroom van Chinese immigranten vond plaats tussen 1950 en 1960. Toen kregen boeren van het Hongkongse platteland een kans om een nieuw bestaan op te bouwen. De waren voornamelijk Hakka en Wai t'auw. De nieuwe Chinese Britten gingen werken in de catering, Chinese restaurants en wasserijen.
In 1961 was de Britse telling van Chinezen 38.750, waarvan één vijfde (7750) uit Hongkong kwam. In 1962 woonden 30.000 Chinezen uit de Hongkongse New Territories in Groot-Brittannië. Negenenzestig vrouwen kwamen in datzelfde jaar voor familiehereniging.
In 1963 werd voor het eerst Chinees Nieuwjaar op straat gevierd met leeuwendans etc. Dat gebeurde in Londen Chinatown. Na de anti-Chinese rassenrellen in 1968 in Maleisië kwam een grote stroom Chinese Maleisiërs naar Groot-Brittannië
In 1971 woonden er 96.030 Chinezen in het land, dat was een verdubbeling in tien jaar. Van de 4000 Chinezen die een bedrijf hadden, waren er 1400 met een restaurant. Tegenwoordig vindt men in bijna ieder Britse kleine stad een Chinees restaurant.
Sinds de jaren zeventig wonen er groepen Chinezen in Noord-Ierland. In 2004 waren er 4200 mensen die een Chinees dialect konden spreken. Waarvan een deel claimde ook Iers en Ulster-Scots te kunnen spreken.

## Demografie
Het overgrote deel van de Chinese Britten zijn Hakka, Wai t'auw, Dapengnees en Fuzhounees. Het aantal Fuzhounezen groeit tegenwoordig sneller dan de rest. De Chaozhounezen, Hainanezen en Taiwanezen vormen een klein deel van de Chinese gemeenschap in Groot-Brittannië.
In 2005 was het percentage en aantal Chinezen in de volgende gebieden als volgt:
- Londen - 107.100 (1,4%)
- Manchester - 10.800 (2,3%)
- Birmingham - 10.700 (1,1%)
- Liverpool - 6800 (1,5%)
- Sheffield - 5100 (1,0%)
- Portsmouth (Verenigd Koninkrijk) - 4503 (2,3%)[1]
- Oxford - 4200 (2,9%)
- Cambridge - 3600 (3,1%)
- Newcastle upon Tyne - 3100 (1,1%)

## Omgangstalen
Standaardkantonees, Dapenghua, Weitouhua, Hongkong-Kantonees, Hongkong-Hakka, Mindongyu en Standaardmandarijn zijn veelgebruikte Chinese dialecten in Chinese wijken en gezinnen.

## Media
- BBC Chinese Service
- UK-Chinese Times
- Financial Times Chinese
- Economic (Chinese) (《經濟學人》中文)
- The Sun (Chinese) (太陽報)
- Tangyuan Forum (唐園)
- The Chinese Weekly (華聞周刊)
- Overeese Krant van Engeland (英國僑報)
- Website van Chinese Britten (英國華人網)
- C-stijlmedia (C立方傳媒)
- EU Chinese Journal (新歐華報)

## Verenigingen
- Lewisham Indo Chinese Community voor Chinese Vietnamezen, Chinese Laotianen en Chinese Cambodjanen in Lewisham
- Islington Chinese Association
- Chair Chinese Liberal Democrats
- Chinese for Labour

## Bekende Chinese Britten
- Mee Ling Ng
- Christina Yan Zhang
- Xue Xinran
- Anna Lo
- Ding Junhui
- Burt Kwouk
- Jiaxin Cheng
- Gladys Yang
- Katie Leung
- Alexa Chung
- Maggie Cheung
- Gok Wan
- Herman Li
- Vanessa Mae
- Nathanael Ming-Yan Wei
- Hsiung Shih-I
- Steven Dominique Cheung